# Diaphanes
 (février 2013).
Fondées à Zurich et à Berlin en 2001, les éditions diaphanes, après avoir publié près de 350 ouvrages en allemand, inaugurent en 2013 un programme français et installent le siège de leurs activités françaises à Bienne en Suisse, ainsi qu’un bureau à Paris. 

## Histoire
Dans le monde germanophone, Diaphanes compte parmi les maisons d’édition indépendantes les plus reconnues dans les domaines de la littérature, de la philosophie contemporaine, des sciences humaines et de l’art. En proposant de nombreuses traductions de philosophes contemporains tels que Alain Badiou, Jacques Rancière, Jean-Luc Nancy, Louis Marin et Giorgio Agamben, les éditions diaphanes ont contribué à introduire la postmodernité en Allemagne. À partir de l'année 2008, la littérature s'invite dans le programme, avec les œuvres d'auteurs allemands et anglais : Angelika Meier (sélectionnée en 2012 pour le Prix du livre allemand), Tom McCarthy, Joseph Mitchell, ainsi que des traductions d'auteurs français tels que Pierre Guyotat, Georges Perec ou Éric Chevillard.
En France, la maison publie dans un premier temps des textes traduits de l’allemand et de l’anglais, appartenant ou non au catalogue germanophone. À terme, le principe est de publier simultanément des livres en français et en allemand, dans les espaces francophone et germanophone.
Au catalogue : George Tabori, Alexander Kluge, Reiner Schürmann, Niklas Luhmann, Gerhard Richter, Colin Crouch, Peter Kurzeck ou encore Joseph Vogl, dont le livre sur la crise économique actuelle, Le spectre du capital, s'est vendu à plus de 50 000 exemplaires en Allemagne.